# Jonas Pinskus
Jonas Pinskus, född den 22 september 1959 i Kuršėnai i Litauiska SSR, Sovjetunionen, är en sovjetisk roddare.
Han tog OS-brons i åtta med styrman i samband med de olympiska roddtävlingarna 1980 i Moskva.